# Schendylops bakeri
Schendylops bakeri är en mångfotingart som först beskrevs av Chamberlin 1914.  Schendylops bakeri ingår i släktet Schendylops och familjen småjordkrypare. Inga underarter finns listade i Catalogue of Life.